# Мечеклювые древолазы
Мечеклювые древолазы (лат. Xiphorhynchus) — род птиц из семейства печниковых.
Длина от 20 до 26 см (за исключением Xiphorhynchus fuscus, который достигает длины  от 17 до 18 см), встречаются в основном в низменных влажных лесах; некоторые (особенно оливковоспинный мечеклювый древолаз и пятнистый мечеклювый древолаз) встречаются больше в горах. Клювы слегка изогнуты.

## Список видов
В состав рода включают 13 видов:
- Xiphorhynchus atlanticus (Cory, 1916)
- Xiphorhynchus elegans (Pelzeln, 1868) — Красивый мечеклювый древолаз
- Xiphorhynchus erythropygius (Sclater, 1860) — Пятнистый мечеклювый древолаз
- Xiphorhynchus flavigaster Swainson, 1827 — Смеющийся мечеклювый древолаз
- Xiphorhynchus fuscus (Vieillot, 1818) — Малый чешуйчатый древолаз
- Xiphorhynchus guttatus (Lichtenstein, 1820) — Желтогорлый мечеклювый древолаз
- Xiphorhynchus lachrymosus (Lawrence, 1862) — Пёстрый мечеклювый древолаз
- Xiphorhynchus obsoletus (Lichtenstein, 1820) — Полосатый мечеклювый древолаз
- Xiphorhynchus ocellatus (Spix, 1824) — Глазчатый мечеклювый древолаз
- Xiphorhynchus pardalotus (Vieillot, 1818) — Рыжегорлый мечеклювый древолаз
- Xiphorhynchus spixii (Lesson, 1830) — Амазонский мечеклювый древолаз
- Xiphorhynchus susurrans (Jardine, 1847)
- Xiphorhynchus triangularis (Lafresnaye, 1842) — Оливковоспинный мечеклювый древолаз

- Пятнистый мечеклювый древолаз
- Пёстрый мечеклювый древолаз
- Смеющийся мечеклювый древолаз